# Комарно (станція)
Комарно (колишня назва — Комарно-Бучали) — проміжна залізнична станція 5-го класу Львівської дирекції Львівської залізниці на електрифікованій лінії Оброшин — Самбір між станціями Любінь-Великий (8 км) та Коропуж (7 км). Розташована в селі Бучали Львівського району Львівської області, за 4 км від міста Комарно.

## Історія
Станція відкрита 27 серпня 1903 року під первинною назвою — Комарно-Бучали, одночасно з відкриттям руху поїздів лінією Львів — Самбір. Сучасна назва вживається з початку 1980-х років.
У 1967 році станція електрифікована постійним струмом (=3 кВ) в складі дільниці Львів — Самбір.

## Пасажирське сполучення

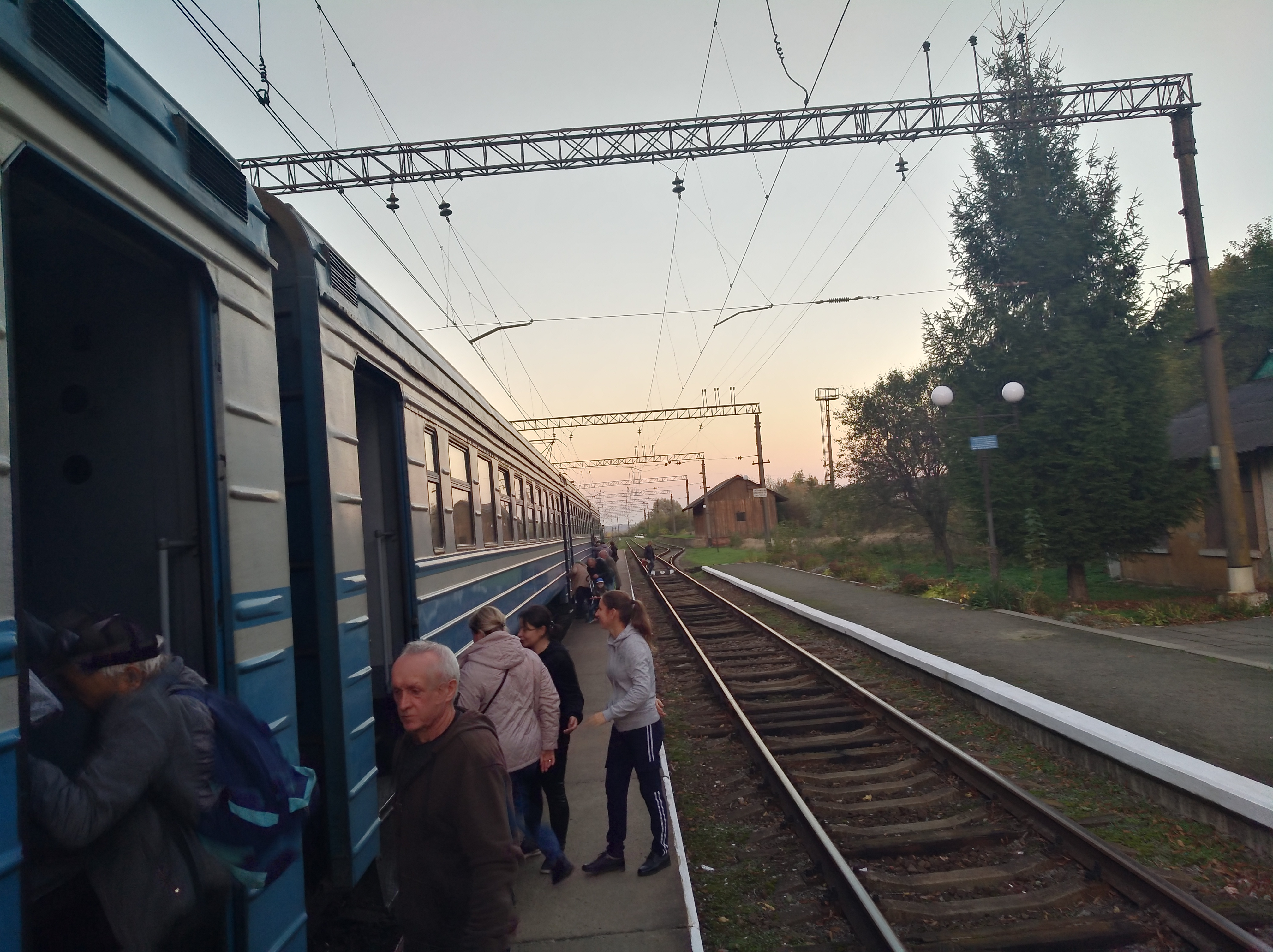
Приміський електропоїзд на станції Комарно

На станції Комарно зупиняються приміські електропоїзди сполученням Львів — Сянки.